# Deep Purple
Deep Purple (рус. Дип Пёрпл, МФА: [diːp ˈpɜː.pl̩]) — британская рок-группа, образованная в феврале 1968 года в Хартфорде, Англия, и считающаяся одной из самых заметных и влиятельных в хард-роке 1970-х годов. Музыкальные критики считают Deep Purple одними из основателей хард-рока и высоко оценивают их вклад в его развитие. В 2020 году британский журнал Classic Rock включил группу в список «50 величайших рок-групп всех времён». Музыканты «классического» состава Deep Purple (в частности, гитарист Ричи Блэкмор, клавишник Джон Лорд, барабанщик Иэн Пейс) считаются критиками инструменталистами-виртуозами.
В мире продано более 100 миллионов копий их альбомов.
В 2016 году группа была введена в Зал славы рок-н-ролла.

## История группы

### Предыстория
Инициатором создания группы и автором изначальной концепции стал барабанщик Крис Кёртис, в 1966 году ушедший из The Searchers и намеревавшийся возобновить карьеру. В 1967 году он пригласил на должность менеджера антрепренёра Тони Эдвардса, который в то время работал на Вест-Энде в собственном фамильном агентстве Alice Edwards Holdings Ltd, но участвовал и в музыкальном бизнесе, помогая певице Эйше (англ. Ayshea, позже — ведущая телешоу «Lift Off»). В тот момент, когда Кёртис обдумывал планы своего возвращения, на распутье оказался и клавишник Джон Лорд: он только что ушёл из состава ритм-энд-блюзовой группы The Artwoods, собранной Артом Вудом (братом Рона) и вошёл в гастрольный состав The Flowerpot Men, группы, созданной исключительно для раскрутки хита «Let’s Go To San Francisco».
На вечеринке у знаменитой «искательницы талантов» Вики Уикхэм Лорд случайно познакомился с Кёртисом, и тот увлёк его проектом новой группы, участники которой приходили бы и уходили «как на карусели»: отсюда и название Roundabout. Вскоре, однако, оказалось, что Кёртис живёт в своём, «кислотном» мире. Третьим участником проекта должен был стать Джордж Робинс, в прошлом — бас-гитарист Cryin Shames. Прежде чем покинуть группу, Кёртис заявил, что у него есть на примете для Roundabout «…фантастический гитарист — англичанин, который живёт в Гамбурге».
Гитарист Ричи Блэкмор, несмотря на юный возраст, успел к этому времени поиграть с такими музыкантами, как Джин Винсент, Mike Dee And The Jaywalkers, Скримин Лорд Сатч, Neil Christian and the Crusaders и др. В период с октября 1962 по апрель 1964 года он был участником The Outlaws, студийной группе продюсера Джо Мика, благодаря чему познакомился с Дереком Лоуренсом, который впоследствии станет продюсером трёх первых альбомов Deep Purple. Путешествуя с концертами, Блэкмор оказался в Германии, где основал и собственный коллектив The Three Musketeers, просуществовавший лишь два месяца (с декабря 1965 по январь 1966 года) и давший всего лишь один концерт в Мюнхене.
Первая попытка привлечения Блэкмора в Roundabout совпала с исчезновением Кёртиса (который объявился затем в Ливерпуле) и оказалась неудачной, но Эдвардс (со своей чековой книжкой) проявил настойчивость, и вскоре — в декабре 1967 года — гитарист вновь прилетел на прослушивание из Гамбурга.

Ричи приехал ко мне на квартиру с акустической гитарой, и мы тут же написали And The Address и Mandrake Root. Мы провели чудесный вечер. Сразу же стало ясно, что дураков он вокруг себя не потерпит, но это мне и понравилось. Выглядел он мрачно, но — таким ведь и был всегда.
— Джон Лорд
Вскоре в состав группы вошли басист Дэйв Кёртисс (экс-Dave Curtiss & the Tremors) и проживавший в тот момент во Франции барабанщик Бобби Вудман, который в 1950-х годах под псевдонимом Бобби Кларк играл в группе Винса Тейлора Playboys, а также с Марти Уайлдом в Wildcats. «Ричи увидел Вудмана в составе группы Джонни Холлидея и был поражён тем, что тот использует сразу две бочки в своей установке», — вспоминал Джон Лорд.
После ухода Кёртисса Лорд и Блэкмор возобновили поиск басиста. Джон Лорд: «Выбор пал на Ника Симпера просто потому, что он тоже играл в The Flowerpot Men. Кроме того, он был неравнодушен к кружевным рубашкам, что понравилось Ричи. Ричи вообще больше внимания придавал внешней стороне дела». Симпер (успевший поиграть и в Johnny Kidd & The New Pirates), по его собственному признанию, не принимал предложение всерьёз до тех пор, пока не узнал, что в новой группе задействован Вудман, которого он боготворил. Но как только квартет начал репетиции в Дивз-Холле (англ. Deeves Hall), большой ферме на юге Хартфордшира, стало ясно, что именно барабанщик выбивается из общей картины. Расставание было нелёгким, потому что личные отношения у всех с ним были прекрасными.
Параллельно продолжался и поиск вокалиста. Группа в числе прочих прослушала Рода Стюарта, который, по воспоминаниям Симпера, «был ужасен». Пытались даже переманить Майка Харрисона из Spooky Tooth, который, как вспоминает Блэкмор, «не хотел и слышать об этом». Отказался и имевший контрактные обязательства Терри Рид. В какой-то момент Блэкмор решил вернуться в Гамбург, но Лорд и Симпер уговорили его остаться — по крайней мере на время репетиций в Дании, где Лорд уже был хорошо известен. После ухода Вудмана в группу пришли 21-летний вокалист Род Эванс и барабанщик Иэн Пейс: оба до этого играли в The MI5 (группе, которая позже под названием The Maze выпустила два сингла в 1967 году). В новом составе, под новым названием, но по-прежнему под руководством менеджера Эдвардса, квинтет провёл короткое турне по Дании.
О том, что название нужно менять, все участники группы договорились заранее.

В Дивз-Холле мы составили список возможных вариантов. Чуть не выбрали Orpheus. Concrete God — это нам показалось очень уж радикально. Был в списке и Sugarlump. А однажды утром там появился новый вариант — Deep Purple. После напряжённых переговоров выяснилось, что внёс его Ричи. По той причине, что это была любимая песня его бабушки.
— Джон Лорд

### Mark I (1968—1969)
Первое время участники группы не имели чёткого представления о том, какое выберут направление, но постепенно главным примером для подражания стали для них Vanilla Fudge. Джон Лорд был потрясён концертом группы в лондонском The Speakeasy Club и целый вечер провёл в беседе с вокалистом и органистом Марком Стайном, расспрашивая о технике и трюках. Тони Эдвардс, по собственному признанию, совершенно не понимал ту музыку, что начинала создавать группа, но верил в чутьё и вкус своих подопечных.
Сценическое шоу группы было разработано в расчёте на Блэкмора-шоумена (Ник Симпер рассказывал позже, что провёл много времени у зеркала рядом с Ричи, повторяя его пируэты). Джон Лорд:

Ричи с первых же дней поразил меня своими выкрутасами. Он выглядел сказочно, почти как танцор балета. Это была школа середины 60-х: гитара за голову… все как у Джо Брауна!..
Оригинальный текст (англ.)When we first started playing live I was astonished at Ritchie's antics. He was marvellous, very balletic. Ritchie was very much a showman. He'd come out of the mid-'60s thing, the guitar behind the head, like Joe Brown.

Участники группы оделись в бутике «Mr Fish» Тони Эдвардса, за его же деньги. «Одежда эта выглядела очень красиво, но минут через сорок начинала расползаться по швам… Некоторое время мы себе страшно нравились, но со стороны выглядели ужаснейшими пижонами», — говорил Лорд.
Первая возможность выступить перед большой аудиторией представилась для группы в апреле 1968 года в Дании. Это была знакомая для Лорда территория (за год до этого он играл здесь с группой St Valentine’s Day Massacre), кроме того, Дания находилась в стороне от большой рок-сцены, что устраивало музыкантов. «Мы решили начать, как Roundabout, а в случае неудачи превратиться в Deep Purple», — вспоминал Лорд. Согласно другой версии (Ника Симпера) название поменялось на борту парома: «Тони Эдвардс, естественно, называл нас Roundabout. Но тут вдруг подошёл к нам репортёр, спросил, как мы называемся, и Ричи ответил: Deep Purple».
Первый концерт группа провела как Roundabout, но при этом на постерах были упомянуты Flowerpot Men и Artwoods. Deep Purple постарались произвести на публику сильнейшее впечатление и, как вспоминает Симпер, имели «ошеломляющий успех». Пейс оказался единственным, у кого об этом турне остались мрачные воспоминания: «Из Харвича в Эсберг мы отправились морем. Требовалось разрешение на работу в стране, а бумаги у нас были далеко не в полном порядке. Из порта меня в полицейской машине с решётками отвезли прямиком в участок. Я подумал: хорошенькое начало! По возвращении от меня воняло псиной».

#### Успех в США
Весь материал дебютного альбома Shades of Deep Purple был создан за два дня, в течение почти непрерывной 48-часовой студийной сессии в древнем особняке Хайли (Балькомб, Англия) под руководством продюсера Дерека Лоуренса, которого Блэкмор знал ещё по совместной работе с Джоном Миком.
В июне 1968 года на Parlophone Records вышел первый сингл группы — «Hush», композиция американского кантри-певца Джо Саута. Идея использовать «Hush» в качестве стартового релиза принадлежала Джону Лорду и Нику Симперу (вещь была очень популярна в лондонских клубах), аранжировал же её Блэкмор. В США сингл поднялся до 4 места, причём огромную популярность имел в Калифорнии. Лорд считает, что причиной тому отчасти было удачное совпадение: в этом штате в те дни широкое распространение получила разновидность «кислоты» под названием «Deep Purple». В Британии сингл успеха не имел, но здесь группа дебютировала на радио в программе Top Gear Джона Пила: их выступление произвело на публику и специалистов сильное впечатление. Сам альбом здесь в чарты не вошёл, но в Billboard 200 поднялся до 24 места.
Второй альбом The Book of Taliesyn группа сконструировала по изначальной формуле, основные надежды связав с кавер-версиями. «Kentucky Woman» и «River Deep – Mountain High» имели умеренный успех (28 и 53 места соответственно), но его оказалось достаточно, чтобы продвинуть пластинку в Billboard 200 (№ 54). Уже сам по себе тот факт, что альбом, вышедший в США в октябре 1968 года, появился в Англии лишь 9 месяцев спустя (причём без всякой поддержки со стороны рекорд-компании), свидетельствовал о том, что EMI утратила интерес к группе. «В США мы сразу же заинтересовали большой бизнес. В Британии EMI, эти глупые старички, не сделали для нас ничего», — вспоминал Симпер.
Почти всю вторую половину 1968 года Deep Purple провели в Америке: здесь — при посредстве продюсера Дерека Лоуренса — они подписали контракт с лейблом Tetragrammaton Records, финансировавшимся комедийным актёром Биллом Косби. Уже на второй день пребывания группы в США один из приятелей Косби, Хью Хефнер, пригласил Deep Purple к себе в Playboy Club. Выступление группы в программе Playboy After Dark остаётся одним из самых курьезных моментов в её истории, особенно эпизод, где Ричи Блэкмор «учит» хозяина шоу играть на гитаре. Ещё более странным было появление участников группы в программе The Dating Game («Игра в свидание»), где Лорд оказался в числе проигравших и был очень расстроен (потому что девушка, которая его отвергла, «… была такая красивая»).

#### Новое направление
Deep Purple вернулись домой к Новому году и (после таких залов, как лос-анджелесский Inglewood Forum) неприятно удивились, узнав, что им предлагается выступить, например, в помещении Студенческого союза Голдсмит-колледжа на юге Лондона. Изменились как самооценка участников группы, так и их взаимоотношения. Ник Симпер:

Ричи был особенно раздражён тем фактом, что Эванс и Лорд на би-сайд поместили свою вещь и кое-что заработали на продаже сингла. Ричи жаловался мне: Род Эванс всего лишь написал слова песни! На что я отвечал ему: Любой идиот может сочинить гитарный рифф, а ты попробуй написать осмысленный текст!.. Ему это совсем не понравилось.
Оригинальный текст (англ.)Ritchie was particularly incensed because Rod Evans and Jon Lord had got the B-side to Hush and got a few bucks coming in. Ritchie said 'all Rod Evans does is write bloody words'. I said, 'well any idiot can write a guitar riff, you try and write some meaningful lyrics'. He wasn't very pleased.

Март, апрель и май 1969 года группа провела в США, но до возвращения в Америку успела записать третий альбом Deep Purple (также известный как April), ознаменовавший переход группы к более тяжёлой и сложной музыке. Между тем, к тому времени, как он (несколько месяцев спустя) вышел в Британии, группа уже изменила состав. В мае Блэкмор, Лорд и Пейс втроем тайно встретились в Нью-Йорке, где приняли решение о смене вокалиста, о чём проинформировали второго менеджера Джона Колетту, сопровождавшего группу в поездке. «Род и Ник достигли предела своих возможностей в группе. Род обладал прекрасным вокалом для баллад, но его ограниченность становилась все более очевидной. Ник был прекрасным басистом, но его взгляды были устремлены в прошлое, а не в будущее», — вспоминал Пейс.
Кроме того, Эванс влюбился в американку и вдруг захотел стать актёром. По словам Симпера, «… рок-н-ролл для него потерял всякую значимость. Его сценические выступления становились все слабее и слабее». Между тем, остальные участники развивались стремительно, и звучание ужесточалось день ото дня. Свой последний концерт американского турне Deep Purple дали в первом отделении Cream. После них хедлайнеров зрители свистом согнали со сцены.

### Mark II (1969—1973)

#### Гиллан и Гловер
В июне, по возвращении из Америки, Deep Purple приступили к записи нового сингла «Hallelujah». К этому времени Блэкмор (благодаря барабанщику Мику Андервуду, знакомому по участию в The Outlaws) открыл для себя практически неизвестную в Британии, но интересовавшую специалистов группу Episode Six, исполнявшую поп-рок в духе The Beach Boys, но имевшую необычно сильного вокалиста. Блэкмор привёл на их концерт Лорда, и тот также поразился мощи и выразительности голоса Иэна Гиллана.
Последний согласился перейти в Deep Purple, но — чтобы продемонстрировать свои собственные композиции, — привёл с собой в студию и басиста Episode Six Роджера Гловера, c которым уже сформировал прочный авторский дуэт. Гиллан вспоминал, что при встрече с Deep Purple его поразила прежде всего интеллигентность Джона Лорда, от которого он ждал много худшего. Гловер всегда одевался и вёл себя очень просто. Он был слегка обескуражен мрачностью участников Deep Purple[что?], которые «… носили чёрное и выглядели очень загадочно». Гловер принял участие в записи «Hallelujah» и, к своему изумлению, тут же получил приглашение войти в состав группы. После колебаний, на следующий день он дал согласие.
Пока записывался сингл, Эванс и Симпер не знали, что их судьба решена. Остальные трое днём втайне репетировали с новыми вокалистом и басистом в лондонском центре Hanwell Community, а по вечерам давали концерты с Эвансом и Симпером.

Для Purple это был нормальный modus operandi. Тут было принято так: если возникает проблема, главное — всем о ней молчать, полагаясь на менеджмент. Предполагалось, что если ты профессионал, то с элементарной человеческой порядочностью должен расстаться заранее. Мне было очень стыдно за то, как поступили с Ники и Родом.
— Роджер Гловер
Свой последний концерт старый состав Deep Purple дал в Кардиффе 4 июля 1969 года. Эвансу и Симперу выдали трёхмесячное жалование, а кроме того позволили взять с собой усилители и аппаратуру. Симпер через суд отсудил ещё 10 тысяч фунтов, но утратил право на дальнейшие отчисления. Эванс удовлетворился малым и в результате в течение последующих восьми лет получал ежегодно по 15 тысяч фунтов от продажи старых пластинок. Между менеджерами Episode Six и Deep Purple возник конфликт, улаженный без суда, через компенсацию в размере 3 тысяч фунтов.

#### Concerto for Group and Orchestra
Оставаясь практически неизвестными в Британии, Deep Purple постепенно и в Америке теряли коммерческий потенциал. Неожиданно для всех Лорд предложил менеджменту группы новую, в высшей степени привлекательную идею.

Мысль о том, чтобы создать произведение, которое могло было бы исполняться рок-группой с симфоническим оркестром, появилась у меня ещё в The Artwoods. Натолкнул меня на неё альбом Дэйва Брубека «Brubeck Plays Bernstein Plays Brubeck». Ричи был обеими руками за. Вскоре после прихода Иэна и Роджера Тони Эдвардс вдруг спросил меня: «Помнишь, ты мне рассказывал о своей идее? Надеюсь, это было всерьез? Ну так вот: я арендовал Алберт-Холл и Лондонский филармонический оркестр — на 24 сентября». Я пришёл сначала в ужас, потом в дикий восторг. На работу оставалось около трёх месяцев, и я тут же к ней приступил.
— Джон Лорд
Издатели Deep Purple привлекли к сотрудничеству композитора Малкольма Арнольда, оскаровского лауреата: он должен был осуществлять общее наблюдение за ходом работы, после чего встать за дирижёрский пульт. Безоговорочная поддержка Арнольдом проекта, который многие считали сомнительным, в конечном итоге и обеспечила успех.
Менеджмент группы нашёл спонсоров в лице газеты The Daily Express и кинокомпании British Lion Films, снявшей это событие на плёнку. Гиллан и Гловер нервничали: через три месяца после прихода в группу их выводили на самую престижную концертную площадку страны. «Джон был очень терпелив с нами, никто из нас не понимал нотной грамоты, так что наши бумажки пестрели замечаниями, вроде: „дожидаешься той дурацкой мелодии, потом смотришь на Малкольма и считаешь до четырёх“», вспоминал Гловер.
Альбом Concerto for Group and Orchestra (в исполнении Deep Purple and the Royal Philharmonic Orchestra), записанный на концерте в Ройал Алберт-холле 24 сентября 1969 года, был выпущен (в США) три месяца спустя. Он обеспечил группе ажиотаж в прессе и попал в британские чарты (№ 26). Впоследствии музыкальные критики отметили здесь влияния Дмитрия Тёмкина, Франца Ваксмана, Рахманинова, Сибелиуса и Малера, энергичность гитарных партий Блэкмора, но, вместе с тем, и затянутость симфонических вставок.
После выхода альбома среди музыкантов группы воцарилось уныние. Внезапная слава, обрушившаяся на Лорда-автора (как отмечает в своей биографии К. Тайлер) бесила Ричи. «Я был недоволен этим», — подтвердил Блэкмор. «Я сказал Джону: „Слушай, давай дадим этому тяжелому, риффовому року шанс, и если это не сработает, то я буду играть с оркестрами до конца своей жизни”». Гиллан в этом смысле был солидарен с Ричи. «Промоутеры замучали нас вопросами, вроде: А где оркестр? Один вообще заявил: симфонического вам не гарантирую, но духовой оркестр пригласить могу», — вспоминал вокалист. Более того, и сам Лорд понял, что появление Гиллана и Гловера открывает перед группой возможности в совсем иной области. К этому времени центральной фигурой в ансамбле стал Ричи Блэкмор, разработавший своеобразный метод игры со «случайным шумом» (путём манипуляций с усилителем) и призывавший коллег последовать путём Led Zeppelin и Black Sabbath.
Стало ясно, что сочный, насыщенный звук Гловера становится «якорем» нового звука, и что драматичный, экстравагантный вокал Гиллана идеально соответствует новому радикальному пути развития, который был предложен Блэкмором. Новый стиль группа отрабатывала в ходе непрерывной концертной деятельности: компания Tetragrammaton (финансировавшая кинокартины и переживавшая один провал за другим) к этому времени оказалась на грани банкротства (её долги к февралю 1970 составили более двух миллионов долларов). При полном отсутствии финансовой поддержи из-за океана Deep Purple вынуждены были полагаться лишь на заработки от концертов.

#### Всемирный успех
Свой вклад в музыку делали все. Даже если Джону Лорду не приходили в голову никакие мысли, он всегда был готов обогатить ту или иную композицию прекрасным соло. Иэн Пейс, который не умеет сочинять, следил, чтоб все держали ритм, чтобы музыка была цельной. Иэн Гиллан удивил изумительным способом пения, близким к крику, крайне редким в то время. <...> Роджер Гловер был тем, кто следил за окончательным результатом. Он был как клей, который соединяет раздробленные элементы в одно полотно.
В полной мере потенциал нового состава реализовался в конце 1969 года, когда Deep Purple приступили к записи нового альбома. Роджер Гловер вспоминает, как Ричи сказал: «Если это не драматично или не захватывающе, то этому не место на альбоме». Требование, с которым согласились все, стало лейтмотивом работы. Работа над Deep Purple In Rock продолжалась с сентября 1969 года по апрель 1970-го. Выпуск альбома задержался на несколько месяцев, пока обанкротившийся Tetragrammaton не перекупила компания Warner Brothers, автоматически унаследовавшая и контракт Deep Purple.
Альбом In Rock вышел в июне 1970 года; он поднялся до 4 места в UK Albums Chart и в первой тридцатке списков продержался более года (в США поднявшись лишь до 143 места). Менеджмент не сумел выбрать из материала альбома сингл, и группа отправилась в студию, чтобы срочно что-нибудь записать. Созданный почти спонтанно «Black Night» обеспечил Deep Purple второе место в UK Singles Chart и стал на некоторое время визитной карточкой группы.
Тем временем Warner Bros. выпустили в США Live In Concert — запись с Лондонским филармоническим оркестром — и вызвали группу в Америку выступить в Hollywood Bowl. После ещё нескольких концертов в Калифорнии, Аризоне и Техасе 9 августа Deep Purple оказались вовлечены в очередной конфликт: на этот раз на сцене Национального джазового фестиваля в Пламптоне. Ричи Блэкмор, не желая уступать своё время в программе опоздавшим Yes, устроил мини-поджог сцены и устроил пожар, из-за чего группа была оштрафована и практически ничего за своё выступление не получила. Остаток августа и начало сентября группа провела в гастролях по Скандинавии.
В декабре 1970 года вышла рок-опера, написанная Эндрю Ллойдом Уэббером по либретто Тима Райса — «Иисус Христос — суперзвезда», которая стала мировой классикой. Заглавную партию в оригинальном (студийном) варианте альбома исполнил Иэн Гиллан. В 1973 году на экраны вышел фильм «Иисус Христос — суперзвезда», который от оригинала отличали аранжировки и вокал Теда Нили в роли Иисуса. Гиллан в то время работал в Deep Purple и сняться в кино не смог.
В начале 1971 года группа приступила к работе над следующим альбомом, при этом не прекращая концертов, из-за чего запись растянулась на полгода и была закончена в июне. В ходе гастролей ухудшилось здоровье Роджера Гловера. Впоследствии выяснилось, что его проблемы с желудком имеют психологическую подоплёку: это был первый симптом сильнейшего гастрольного стресса, который вскоре поразил всех участников коллектива.
Fireball вышел в июле в Британии (поднявшись здесь на вершину хит-парада) и в октябре — в США (№ 32 Billboard 200). Группа провела американские гастроли, а британскую часть тура завершила грандиозным шоу в лондонском Альберт-холле, где в королевской ложе были размещены приглашённые родители музыкантов. К этому времени Блэкмор, давший волю собственной эксцентричности, стал в Deep Purple «государством в государстве» («Если Ричи захочет сыграть соло на 150 тактов, он это сыграет, и никто не сможет остановить его», — говорил Гиллан в интервью Melody Maker в сентябре 1971 года), при этом он начал регулярно отказываться выходить «на бис».
Американские гастроли, начавшиеся в октябре 1971 года были отменены из-за болезни Гиллана (он заразился гепатитом). Два месяца спустя вокалист воссоединился с остальными участниками в Монтрё, Швейцария для работы над новым альбомом. Deep Purple договорились с Rolling Stones об использовании их передвижной студии Mobile, которую предполагалось расположить около концертного зала «Казино». В день приезда группы, во время выступления Фрэнка Заппы и The Mothers of Invention (куда отправились и участники Deep Purple), произошёл пожар, вызванный выстрелом из ракетницы, посланной кем-то из зрителей в потолок. Здание сгорело, и группа арендовала пустовавшую гостиницу Grand Hotel, где и завершила работу над пластинкой. По свежим следам была написана одна из самых знаменитых песен группы, «Smoke On The Water», созданная на базе музыкального джема, который музыканты сыграли на первом саундчеке.
«Мы с Роджером написали текст, историю пожара в казино, и всего того, что произошло в те бурные дни», — вспоминал Иэн Гиллан. Название предложил Роджер Гловер, которому якобы приснился ночной кошмар и он, проснувшись, повторял «дым над водой, дым над водой».
Альбом Machine Head вышел в марте 1972 года, поднялся до первого места в Британии и разошёлся 3-миллионным тиражом в США, где сингл Smoke On The Water вошёл в первую пятёрку «Биллборда».
В июле 1972 года Deep Purple вылетели в Рим для записи следующего студийного альбома (вышедшего впоследствии под заголовком Who Do We Think We Are). Все участники группы были морально и психологически истощены, работа проходила в нервной обстановке — причиной тому плотнейший рабочий график последних лет и обострившиеся противоречия между Блэкмором и Гилланом. 9 августа студийная работа была прервана, и Deep Purple отправились в Японию. Записи проведённых здесь концертов вошли в альбом Made in Japan (№ 16 Великобритания, № 6 США): выпущенный в декабре 1972 года, в ретроспективе он считается одним из лучших концертных альбомов всех времен, наряду с Live at Leeds (The Who) и Get Yer Ya-Ya’s Out! (The Rolling Stones).
Джон Лорд вспоминал:

Made in Japan. Я хорошо помню то время, группа была на пике своей мощи. Этот двойной альбом — олицетворение наших принципов того времени. Японцы попросили нас: «Пожалуйста, выпустите концертный альбом». Мы им: «Не записываем концертников, не любим их». Они нам: «Ну пожалуйста». Наконец мы согласились, но оговорили особые условия — не хотели, чтобы альбом вышел за пределами Японии. Альбом обошёлся нам в 3 тысячи долларов. Он звучал отлично, и мы спросили Warner Bros.: «Не хотели бы?» Они нам: «Нет, концертники теперь не котируются». Потом всё-таки его выпустили, и за две недели альбом стал платиновым.
Оригинальный текст (англ.)Made in Japan. I remember that period well, and the band was at the height of its powers. That double album was the epitome of what we stood for in those days. It wasn’t meant to be released outside of Japan. The Japanese said, “Will you please make a live album.” We said, “We don’t make live albums; we don’t believe in them.” They said, “Please, Please make a live album.” We finally said okay, but we said we wanted the right to the tapes because we didn’t want the album to be released outside of Japan. That album only cost about $3,000 to make. It sounded pretty good, so we said to Warner Bros., “Do you want this?” They said, “No live albums don’t happen.” They wound up putting it out anyway and it went platinum in about two weeks.
— Джон Лалейна. «Modern Keyboard». Интервью Джона Лорда
«Идея живого альбома — добиться как можно более естественного звучания всех инструментов при энергетической подпитке от публики, которая способна вытянуть из группы такое, что она никогда не смогла бы создать в студии», — говорил Блэкмор.
В 1972 году Deep Purple пять раз вылетали на гастроли в Америку, а шестой тур прервали уже из-за болезни Блэкмора.

#### Уход Гиллана и Гловера
В ходе осенних американских гастролей уставший и разочарованный положением дел в группе Гиллан принял решение уйти, о чём сообщил письмом в лондонский менеджмент. Эдвардс и Колетта уговорили вокалиста повременить, и тот (теперь уже в Германии, на той же студии Rolling Stones Mobile) вместе с группой завершил работу над альбомом. К этому времени он уже не разговаривал с Блэкмором и разъезжал отдельно от остальных участников, избегая авиаперелётов. Альбом Who Do We Think We Are (названный так, потому что итальянцы, возмущённые уровнем шума на ферме, где записывался альбом, задавали повторявшийся вопрос: «За кого они вообще себя принимают?») имел коммерческий успех (№ 5 Великобритания, № 15 США), но разочаровал как участников коллектива, так и музыкальных критиков, которые отметили здесь лишь два трека: сатирико-публицистическую «Mary Long» и «Woman From Tokyo» — песню, ставшую популярной на концертах и в США выпущенную синглом (№ 60, Billboard Hot 100).
В декабре, когда Made in Japan вошёл в хит-парады, менеджеры встретились с Джоном Лордом и Роджером Гловером и попросили их приложить все усилия к тому, чтобы сохранить группу. Те убедили остаться Иэна Пейса и Ричи Блэкмора, уже задумавших собственный проект Baby Face вместе с Филом Лайноттом, но Блэкмор поставил перед менеджментом условие: непременное увольнение Гловера. Последний, заметив, что коллеги начали его сторониться, потребовал у Тони Эдвардса объяснений, и тот (в июне 1973 года) признался: его ухода требует Блэкмор. Разгневанный Гловер тут же подал заявление об увольнении. После последнего совместного концерта Deep Purple в Осаке, Япония, 29 июня 1973 года, Блэкмор, проходя мимо Гловера на лестнице, лишь бросил через плечо: «Ничего личного: бизнес есть бизнес». Гловер тяжело перенёс эту неприятность и в течение трёх последующих месяцев не выходил из дома, отчасти — из-за обострившихся проблем с желудком.
Иэн Гиллан покинул Deep Purple одновременно с Роджером Гловером (последнее выступление состава Mark II прошло 29 июня 1973 года в Японии) и на некоторое время отошёл от музыки, занявшись мотоциклетным бизнесом. На сцену он вернулся три года спустя с Ian Gillan Band. Гловер после выздоровления сконцентрировался на продюсерской деятельности.
По итогам 1973 года журнал Billboard признал Deep Purple самой продаваемой группой мира, учитывая тиражи пластинок и синглов.

### Mark III (1973—1975)
В середине 1973 года трое оставшихся участников Deep Purple пригласили вокалиста Дэвида Ковердэйла и поющего басиста Гленна Хьюза (экс-Trapeze). Первоначально Хьюз ответил отказом, так как дела Trapeze шли в гору, но в конечном итоге прельстился большим заработком, а также возможностью играть в одной группе с Полом Роджерсом (которого Блэкмор хотел получить на роль вокалиста). Однако Роджерс ушёл в Bad Company, и группа объявила конкурс, в результате которого был приглашён малоизвестный Дэвид Ковердэйл (к тому времени работавший в магазине одежды). Иэн Пэйс отмечал: «Мы не считали, что сильно рискуем, приглашая совершенно неизвестного вокалиста. Мы очень хорошо всё взвесили и обдумали. В голосе Дэвида достаточно индивидуальности и своеобразия. Он был очень не похож на вокал Гиллана, а потому ни о каком сравнении не могло быть и речи».
В феврале 1974 года был выпущен Burn: альбом ознаменовал триумфальное возвращение[откуда?] группы, но вместе с тем и перемену стиля: глубокий, богатый нюансами вокал Ковердейла и высокий вокал Хьюза придали новый, ритм-энд-блюзовый оттенок музыке Deep Purple.
6 апреля 1974 года состоялся памятный концерт Deep Purple в рамках фестиваля «California Jam». Блэкмор устроил пожар на сцене и разбил телекамеру ABC. Несмотря на скандал, Deep Purple сделали себе грандиозную рекламу и вошли в число самых дорогостоящих рок-групп. Пожар во время концерта на сцене Ontario Motor Speedway вошёл в список самых грандиозных событий в истории гитарного рока всех времён по версии журнала Classic Rock.
В ноябре 1974 года вышел Stormbringer (№ 6 Великобритания, № 20 США). Заглавный трек, а также «Lady Double Dealer», «The Gypsy» и «Soldier of Fortune» стали популярны на радио, но в целом материал оказался слабее — во многом потому, что Блэкмор (как сам он признавал позже), не одобряя увлечение остальных музыкантов «белым соулом», лучшие идеи приберегал для Rainbow, куда и ушёл в 1975 году.

«Я рискнул уйти, потому что в то время я заработал достаточно денег, чтобы сказать: „Я собираюсь красиво уйти и попробовать себя в чём-то другом, и, возможно, потерпеть в этом фиаско“. Но я, конечно, не собираюсь тонуть вместе с группой с большим именем». Я мог бы остаться с Purple и хорошо зарабатывать на жизнь в течение пяти лет — устойчивый период упадка. Но мне это было неинтересно».— Ричи Блэкмор, The Guardian
Последние концерты с участием Блэкмора (Грац (Австрия), Саарбрюккен (Германия) и Париж (Франция)) были записаны передвижной студией Rolling Stones для возможности выпуска двойного альбома в случае распада группы.

### Mark IV (1975—1976)
Замену Ричи Блэкмору нашли в лице Томми Болина (Zephyr, Билли Кобэм, The James Gang), американского джаз-рокового гитариста, известного благодаря мастерскому использованию эхо-машины «Echoplex» и характерному «сочному» звучанию педали «Fuzz». Музыканта рекомендовал Дэвид Ковердейл, а Блэкмор называл его «одним из немногих интересных американских гитаристов». Кроме того, в интервью Melody Maker в июне 1975 года (опубликованному на сайте Deep Purple Appreciation Society), Болин рассказывал о встрече с Блэкмором и его рекомендациях группе.
В новом альбоме Deep Purple Come Taste the Band (вышедшем в США в ноябре 1975 года) влияние Болина оказалось решающим: в соавторстве с Хьюзом и Ковердейлом он написал бо́льшую часть материала. Композиция «Gettin' Tighter» стала популярным концертным хитом, символизировавшим новое музыкальное направление, предпринятое группой. Группа дала серию успешных концертов в Новом Свете, но в Великобритании столкнулась с недовольством традиционной аудитории новым гитаристом, стиль игры которого отличался от ожидаемого. Ко всему прочему добавились проблемы с наркотиками Болина и Хьюза. «У нас были ребята, которым нужна была помощь, чтобы просто выйти на сцену», — вспоминал Иэн Пейс. «В таких обстоятельствах сложно держать себя в руках. Быть в группе перестало быть весёлым». Концерты в марте 1976 года в Лондоне и Ливерпуле были практически сорваны публикой, требовавшей более привычного Блэкмора. Подготовка к британским концертам была форсирована менеджментом Deep Purple в надежде отвлечь Болина от начала турне со своей группой (изначальным условием Болина для вхождения в группу была возможность параллельной сольной работы, как сейчас происходит со Стивом Морсом). В итоге после неудачи в Британии концерты во Франции и Германии были отменены.
На тот момент в группе сложилось два лагеря: в первом были Хьюз и Болин, предпочитавшие импровизации в джазовом и танцевальном ключе, в другом — Ковердейл, Лорд и Пейс, позднее вошедшие в состав группы Whitesnake, музыка которой была больше ориентирована на хит-парады. Ковердейл ощущал некоторую фрагментарность своей роли в группе и вынашивал идею сольного альбома. В июле 1976 года было объявлено о распаде Deep Purple.

### Пауза (1976—1984)
4 декабря 1976 года, вскоре после окончания работы над своим вторым сольным альбомом («Private Eyes») в Майами, гитарист Томми Болин скончался от передозировки алкоголя и наркотиков. Ему было 25 лет; джазовые авторитеты вроде Джереми Стига пророчили ему большое будущее. Ричи Блэкмор продолжал выступать с Rainbow. После серии тяжёлых альбомов с мистическими текстами вокалиста Ронни Джеймса Дио он пригласил Роджера Гловера в качестве продюсера и выпустил ряд коммерчески успешных альбомов.
Иэн Гиллан создал собственный коллектив, с которым гастролировал во многих уголках мира. Позже он вошёл в состав Black Sabbath, с которыми выпустил альбом Born Again (1983), заменив в группе бывшего вокалиста Rainbow Ронни Джеймса Дио. (Любопытно то, что Тони Айомми первоначально предложил эту работу Дэвиду Ковердейлу, но тот отказался.) Остальные музыканты активно сотрудничали: первые сольные альбомы David Coverdale’s Whitesnake продюсировал Роджер Гловер (с 1978 по 1984 игравший в Rainbow), а после — уже в полноценный Whitesnake пришли Джон Лорд (пробывший в составе группы до 1984 года) и годом позже Иэн Пейс (пробывший там до 1982 года), там же оказывался барабанщик Rainbow Кози Пауэлл, находившийся в прекрасных отношениях с Тони Айомми.
В 1980 году Род Эванс попытался «возродить» Deep Purple и дал под этим названием несколько концертов в Мексике, США и Канаде с малоизвестными музыкантами, не имевшими к настоящим Deep Purple никакого отношения. Уровень исполнения был низким, что вызывало гнев публики. Вскоре деятельность фальшивой группы была прекращена по решению суда, а на Эванса был наложен штраф в размере 672 тысяч долларов, который он выплатить не смог, в связи с чем перестал получать отчисления за первые альбомы Deep Purple. После суда Эванс ни разу не появился на публике, и на сегодняшний день (2025 год) достоверных сведений о его дальнейшей жизни нет.

### Воссоединение
На протяжении многих лет промоутеры безуспешно пытались убедить Deep Purple воссоединиться. Неизменно одним из ведущих противников был Роджер Гловер. «Я думал, что если мы соберёмся вместе, это не оправдает ожиданий», — сказал он. «Я думал, что наша музыка принадлежит другому времени. Мы были старше, аудитория была старше, музыка, которую все слушали, отличалась от того, что была в начале 70-х годов. Я действительно не хотел возвращать Deep Purple к жизни. Но со временем мне стало любопытно, что произойдет, если мы попробуем снова».
Гловер назвал Иэна Гиллана как главного архитектора воссоединения. Первая попытка в 1983 году была неудачной. «Иэн приехал из Англии, чтобы поговорить со мной и Ричи о воссоединении Deep Purple», — вспоминал Гловер. «Он пел в разных группах, но ни одна из них не была такой большой. Он как раз собирался присоединиться к Black Sabbath, но на самом деле он хотел воссоединения Deep Purple». Тогда Гловер и Блэкмор ответили отказом.
Но Гиллан не сдался. «Он снова начал нам звонить», — сказал Гловер. В марте 1984 года пять бывших членов Deep Purple Mk II встретились в отеле в Гринвиче, штат Коннектикут. Это был первый раз, когда они были вместе за 11 лет.

«Я бы солгал, если бы сказал, что мы не хотим зарабатывать деньги. Никто не голодал и был обеспечен, но, очевидно, что у некоторых из нас дела шли лучше, чем у других. Мы хотим зарабатывать на жизнь, но не поэтому мы снова вместе. Это звучит чертовски благородно, но главная причина, по которой мы это делаем, — это музыка. Мы все думали, что сможем снова делать хорошую музыку вместе. И нам было любопытно после всех этих лет, достаточно любопытно, чтобы попробовать».— Роджер Гловер, Лос-Анджелес Таймс
27 апреля газета «London Evening Standart» первой сообщила сенсационную новость о возрождении Deep Purple.
Музыканты встретились в апреле 1984 года, а в мае собрались для работы над новым альбомом в особняке Lorge, в штате Вермонт, где записывался альбом Rainbow Bent Out Of Shape. Основная часть музыки была написана Блэкмором. Гиллан и Гловер сочиняли тексты песен. По словам Гловера, при записи альбома использовалась часть гитарных риффов, сочинённых еще во время работы в Rainbow. Продюсирование диска было доверено Роджеру Гловеру.
Ричи Блэкмор вспоминал: «Мы действительно думали о различных продюсерах, но в конце концов мы сказали: „Нет, давайте  это сделает Роджер, мы не хотим глянцевого звука, мы хотим, чтобы альбом был версией Machine Head 80-х годов“. И я вполне доволен конечным результатом. Я думаю, что мы попали в нужный аккорд».
В начале октября альбом Perfect Strangers был смикширован, а 16 ноября поступил в продажу, поднявшись до 5-го места в Британии и 17-го — в США, став первым платиновым релизом группы со времён Machine Head.
Поскольку начало гастролей выпадало на зиму, то решено было начать тур с Австралии. В Британии группа дала лишь один концерт — на фестивале в Небуорте. В общей сложности возрождённая группа сыграла около 100 концертов.
Однако, когда пришло время строить продолжение, что-то изменилось. Следующий альбом группы The House of Blue Light, вышедший в 1987 году, озадачил поклонников запутанным сочетанием классического звучания Purple и современных тонов. «The House of Blue Light был странным альбомом и его было трудно собрать», — сообщил Джон Лорд изданию Modern Keyboard. «Мы совершили огромную ошибку, пытаясь сделать нашу музыку актуальной. Мы обнаружили, что люди не хотели, чтобы мы этого делали. Они хотели, чтобы мы делали то, что у нас лучше всего получается.
Гиллан, который ещё летом 1988 года вместе с Берни Марсденом выпустил сингл «South Africa», продолжал работать на стороне. Из музыкантов групп The Quest, Rage и Export он набрал коллектив и, назвав его Garth Rockett and the Moonshiners, в начале февраля 1989 года дал дебютный концерт в «Southport Floral Hall». В начале апреля, закончив турне с Moonshiners, Иэн Гиллан возвратился в США.

### Slaves and Masters
Конфликт между Гилланом и остальными участниками группы продолжал нарастать. «Думаю, что Иэну не нравилось то, что мы делаем. В то время он ничего не писал, часто не приходил на репетиции», — говорил Джон Лорд. Зато его всё чаще видели пьяным. Однажды он почти голым ввалился в номер Блэкмора и там уснул. В другой раз он прилюдно нецензурно высказался в адрес Брюса Пэйна.
«В общем всё стало сложно. И в конце концов был этот антагонизм», — объяснял свой уход Гиллан. «Меня уволили из группы, потому что я хотел больше гастролировать, а Ричи хотел ездить меньше. Однажды у нас была встреча, и я сказал: «Почему бы нам не поехать в Южную Америку, Россию, по всему миру, мы ведь „живая“ группа», а на следующий день Ричи пошел к руководству и сказал: «Выбирайте — либо он, либо я». Итак, они выбрали его, и это было нормально».
На место Гиллана Блэкмор предложил Джо Линн Тёрнера, ранее певшего в Rainbow. Тёрнер незадолго до этого покинул группу Ингви Мальмстина и был свободен от контрактов. Первые пробы Тёрнера в Deep Purple прошли хорошо, но Гловера, Пейса и Лорда эта кандидатура не устраивала. Объявление в газете тоже результата не принесло. В прессе появлялись известия, что в Deep Purple приняты: Терри Брок из Strangeways, Брайан Хоу из Bad Company, Джимми Джеймсон из Survivor. Менеджеры эти слухи опровергали. «…Мы всё ещё не могли решить, кто был бы вокалистом группы. Мы просто тонули в океанах плёнок с записями кандидатов, только всё это нам не подходило. Почти 100 % претендентов неудачно пытались скопировать манеру и голос Роберта Планта, а нам нужно было совсем другое», — рассказывал Роджер Гловер. Тогда Блэкмор предложил вернуться к кандидатуре Тёрнера. Заменив Гиллана, он, по собственному выражению, «реализовал мечту всей своей жизни».
Запись нового альбома началась в январе 1990 года в студии «Greg Rike Productions» (город Орландо). Окончание записи и микширование проходило в нью-йоркских студиях «Sountec Studios» и «Power Station».
Запись была в основном окончена к августу. 8 октября вышел сингл с песнями «King Of Dreams»/«Fire In The Basement», а 16 октября в Гамбурге состоялась презентация альбома, названного Slaves and Masters. Название, как пояснял Роджер Гловер, диск получил от двух 24-дорожечных магнитофонов, использовавшихся при записи. Один из них называли «Master» (главный или ведущий), а другой — «Slave» (ведомый). В продажу альбом поступил 5 ноября 1990 года и вызвал противоречивые отклики. Блэкмор был очень доволен пластинкой, но музыкальная критика сочла, что она больше похожа на альбом Rainbow.
Практически одновременно с выходом этого альбома немецкое отделение компании BMG выпустило пластинку со звуковой дорожкой к фильму Вилли Богнера «Огонь, лёд и динамит», где Deep Purple исполняли заглавный трек «Fire, Ice and Dynamite».
Первый концерт тура «Slaves And Masters» в Тель-Авиве был отменён после того, как Саддам Хусейн отдал приказ о нанесении ракетного удара по этому городу. Начался тур 4 февраля 1991 года в городе Острава в Чехословакии. В марте вышел сингл «Love Conquers All/Slow Down Sister». Турне завершилось двумя концертами в Тель-Авиве 28 и 29 сентября.

### The Battle Rages On
В ноябре 1991 года группа собралась в Greg Rike Studios в Орландо (Флорида) для работы над следующей пластинкой. Поначалу музыканты, воодушевлённые тёплым приёмом во время гастролей, были полны энтузиазма. Были записаны демо-треки «Stroke Of Midnight», текст и мелодию которой сочинил Джо Линн Тёрнер в соавторстве с Джимом Петериком из Survivor, и блюзовый номер Блэкмора, который позднее получил название «One Man's Meat».
Между тем в группе нарастало напряжение между Тёрнером и остальными участниками. По словам Гловера, Тёрнер пытался превратить Deep Purple в обыкновенную американскую хэви-метал-группу. Сам певец так вспоминал обстановку в группе:

«На данный момент я сам немного злюсь на всех. Мне не нравится, как идут дела. С этими парнями происходит полная чушь. Это не группа. Группа должна быть похожа на то, что ты в бою. Вы следите друг за другом. Вы заботитесь друг о друге».
— Джо Линн Тёрнер в интервью Rolling Stone
Запись альбома затягивалась. Аванс, выплаченный звукозаписывающей компанией, подошёл к концу, а запись альбома доведена лишь до середины. Ричи Блэкмор, прежде относившийся к Тёрнеру уважительно, понимал, что он не может петь в Deep Purple. Однажды Блэкмор подошёл к Джону Лорду и сказал: «У нас проблема. Скажи честно, ты же недоволен?» Лорд ответил, что он вполне удовлетворён инструментальной частью записанных композиций, но «что-то всё-таки не так». Тогда Блэкмор спросил: «И как называется эта проблема?».

И что я должен был сказать? Я ответил: «Имя у этой проблемы Джо, не так ли?». Я знал, что Ричи имеет в виду именно его. Тем более что это действительно было проблемой. Блэкмор сказал, что он не хотел бы опять стать тем, кто выгоняет из группы очередного музыканта, что не хочет быть «плохим парнем». У Джо роскошный голос, он великий певец, но он — не певец для Deep Purple, он поп-рок-вокалист. Он хотел быть поп-звездой, одним своим появлением на сцене вызывая обморок у девочек.
— Джон Лорд в интервью Keyboard 1/94
Менеджер группы Колин Харт связался с Тёрнером и сообщил: «Джо, сынок, тебе нужно собрать чемоданы, так как ты им больше не нужен».
С начала 1992 года шли переговоры между звукозаписывающей компанией BMG и Гилланом, итогом которых должно было стать возвращение последнего в группу. Однако Блэкмор был против возвращения Гиллана.
Гловер вылетел в Англию, где жил Гиллан, рассчитывая, что если Гиллан споёт хорошо, то Блэкмор изменит своё решение. Гловер и Гиллан два дня провели в студии в районе Thames Valley. Поскольку работа над новой пластинкой уже началась с Джо Линном Тёрнером, но она не была признана приемлемой, поэтому теперь все ждали, чтобы увидеть, что Гиллан сделает с уже записанными кассетами. В итоге Ричи Блэкмор был вынужден согласиться на возвращение в группу Иэна Гиллана.
«Когда они сделали запись с другим певцом [Джо Линном Тернером], и звукозаписывающий лейбл сказал: „Либо вы вернете Иэна в группу, либо мы разрываем контракт“», — вспоминал Гиллан. «Итак, я вернулся в Deep Purple, и Ричи сошел с ума; ему это не понравилось. Так что, в конце концов, ему пришлось уйти».
Работа над альбомом продолжилась в Bearsville Studios в Нью-Йорке, Red Rooster Studio в Тутцинге (регион Мюнхена) и Greg Rike Studios в Орландо. Микширование было завершено в нью-йоркской Sound on Sound Studios.
17 июля 1993 года пластинка The Battle Rages On («Битва продолжает бушевать») наконец появилась в магазинах. В Великобритании диск поднялся до 21-го места, однако в США провалился, не поднявшись выше 192 места.
Начало мирового турне в поддержку альбома было намечено на сентябрь. Но первые три концерта тура «The Battle Rages On» (в Стамбуле, Афинах и Салониках) были отменены. После своего прилёта в Европу 21 сентября группа провела репетицию в Австрии, а 23-го под Римом отыграла тренировочный концерт (без зрителей). Гастроли открылись выступлением в римском зале «Palaghiaccio». Далее следовали Германия, Франция, Швейцария, Австрия. Концерты проходили с успехом. В Нюрнберге, правда, во время исполнения «Lazy» загорелся усилитель Блэкмора, и концерт пришлось заканчивать без гитарных соло. Два концерта в Испании пришлось отменять: 23-го октября в Барселоне по причине крайней усталости членов группы и 24-го в Сан-Себастьяне, из-за болезни Гловера.
Перед британскими концертами напряжение внутри группы достигло пика, так как всего за несколько дней до этого, после шоу в Праге 30 октября, Ричи Блэкмор ушел из Deep Purple. Он поручил тур-менеджеру Колину Харту прочитать своё прощальное письмо остальным участникам группам. В письме Блэкмор объявил, что устал от Deep Purple и покинет группу после последнего европейского шоу в Хельсинки 17 ноября. Поскольку на декабрь уже были запланированы гастроли в Японии, то, чтобы доказать свое решение уйти, Блэкмор разорвал свою японскую визу после шоу в Роттердаме и сообщил команде, что японские гастроли отменены. Группа после этого выступила 5-го ноября в Манчестере, 7-го и 8-го в Лондоне в зале «Brixton Academy», а 9-го состоялось скандальное выступление в Бирмингеме.
12 ноября 1993 года в Копенгагене впервые было официально сообщено об уходе Ричи Блэкмора. На шоу в Стокгольме и Осло был аншлаг. Последнее выступление звёздного состава состоялось 17 ноября 1993 года в Хельсинки. Запланированное выступление на стадионе Олимпийский в Москве было отменено. «Ричи на самом деле спас группу. То, что он вытворял перед своим уходом в начале 1990-х годов, было невыносимо», — сказал Гиллан. «Каждый вечер он выходил на сцену и через 20 минут уходил».

«Зрители больше не приходили, чтобы увидеть этот беспорядок, и мы буквально наткнулись на каменную стену, когда он ушёл и непреднамеренно спас группу. Он, вероятно, думал, что мы развалимся без него, но мы позвали Джо Сатриани закончить этот тур, а затем мы сделали глубокий вдох и пригласили Стива Морса присоединиться. В течение года аудитория стала больше, чем когда-либо, и осталась такой.
— Иэн Гиллан в интервью The Jerusalem Post
Объясняя причины своего ухода из группы в интервью изданию Guitar.com Ричи Блэкмор сказал: «Я не мог больше работать с Гилланом. Я не чувствовал, что он воспринимает всё всерьез. Он забывал слова каждый вечер, устраивал вечеринки и в итоге потерял свой голос. Вообще, вечеринки — это здорово, но не за счет потери голоса».

### Джо Сатриани и Стив Морс
Концерты в Японии должны были начаться 2 декабря — на шесть концертов было продано 85 тысяч билетов. Отмена концертов грозила выплатой огромных неустоек. Японский промоутер представил список гитаристов, которые могли бы заменить Блэкмора, не вызвав при этом массового недовольства обладателей билетов. Единственной реальной кандидатурой в этом списке оказался Джо Сатриани. «Когда мне позвонили и предложили присоединиться к Deep Purple, я попросил два дня на размышление. Но уже через час перезвонил Брюсу Пэйну и дал своё согласие. Честно сказать, я боялся, что они за эти два дня найдут кого-нибудь другого», — вспоминал он. «Роджер Гловер был первым, кто пригласил меня в группу. Он тратит всю свою энергию и идеи на группу — он лучший организатор, всегда в хорошем настроении и с чувством юмора. Да все они сделали всё возможное, чтобы я чувствовал себя как дома среди друзей», — позже говорил Сатриани.
Когда было объявлено об уходе Блэкмора, около 1200 человек вернули билеты. Первоначально планировалось, что Джо пробудет в группе только во время турне по Японии, однако летом 1994 года группа провела гастроли по Европе, а Сатриани было предложено место в постоянном составе группы, но он вынужден был отказаться из-за контрактных обязательств.
По словам Роджера Гловера, 4 оставшихся участника Deep Purple независимо друг от друга составили списки гитаристов, которых они бы хотели видеть в составе группы. Только одно имя оказалось во всех четырёх списках: Стив Морс. Стив ответил согласием, и в конце 1994 года были проведены 3 пробных концерта в Мексике и Техасе, после чего Стив официально стал постоянным участником Deep Purple. С ним записали стилистически разнообразный Purpendicular и более хард-роковый Abandon (1998).
В 1996 году 23 июля состоялся первый концерт Deep Purple в России (Москва, стадион «Динамо»). Стадион был заполнен, многим фанатам приходилось искать места, чтоб разглядеть любимую группу. Вследствие этого один из фанатов погиб, упав с арки над входом, куда он залез, чтобы размахивать флагом. Впоследствии концерт транслировался в стереоформате на радио «Европа Плюс», а видеозапись была показана по телеканалу РТР. Специально для российских поклонников музыканты сыграли вариации на «Картинки с выставки» М. П. Мусоргского.
В 1999 году Джон Лорд восстановил утерянные нотные записи Concerto for Group and Orchestra; произведение было вновь исполнено в Ройял Алберт-Холле в сентябре 1999 года, на этот раз с Лондонским симфоническим оркестром и дирижёром Полом Манном. В 2000 году вышел альбом In Concert with the London Symphony Orchestra. Весной 2001 года два аналогичных концерта были проведены в Токио и выпущены как часть бокс-сета The Soundboard Series.

### C 2002 года
В 2002 году Джон Лорд объявил о намерении заняться сольными проектами, и его место занял Дон Эйри, ранее сотрудничавший со множеством исполнителей, а также игравший с Блэкмором и Гловером в Rainbow. Год спустя новый состав выпустил первый за пять лет студийный альбом Bananas (получивший превосходные отзывы прессы и раскритикованный лишь за название) и тут же вышли на гастроли. В июле 2005 года они выступили в Парк-плейс (Барри, Онтарио) в рамках фестиваля Live 8, а в октябре того же года выпустили Rapture of the Deep, за которым последовал Rapture of the Deep tour.
В феврале 2007 года Иэн Гиллан обратился к фэнам с призывом не покупать концертный альбом, выпущенный Sony BMG. Запись, сделанная в бирмингемском National Exhibition Center (NEC), уже выходила бутлегами. Гиллан назвал этот концерт одним из худших в его жизни.
В начале 2008 года «Газпром» пригласил Deep Purple выступить на специальном концерте, посвящённом 15-летию компании — в качестве благодарности Дмитрию Медведеву, давнему поклоннику коллектива (имеющему в своей личной коллекции все его альбомы), который на тот момент занимал пост председателя совета директоров компании. Концерт состоялся 11 февраля 2008 года в Государственном Кремлёвском дворце. Солист группы в статье, опубликованной в лондонской The Sunday Times, написал, что «Атмосферой праздник напоминал выпускной бал».
8 сентября 2008 года концертом в Roman Amphitheatre (Израиль, Кейсария) Deep Purple начали очередной тур, в ходе которого дали 4 концерта на Украине и 7 в России (один, во Дворце спорта Нижнего Новгорода не состоялся). Группа завершила тур концертами 27 октября 2008 года в «Олимпийском» (Москва) и 28 октября — в Ледовом дворце Санкт-Петербурга.
21 мая состоялся второй по счёту концерт группы во Владивостоке, где они вышли на сцену концертного комплекса «Fesco-Hall», затем 22 мая состоялся концерт в Хабаровске в ледовом дворце «Платинум Арена». 12 июня 2010 года состоялся фестиваль «Рок над Волгой» в Самаре с участием Deep Purple.
16 июля 2012 года в возрасте 71 года умер Джон Лорд.
В 2011—2012 годах группа совершила мировое турне «The Songs That Built Rock Tour», в ходе которого в октябре 2012 посетила Россию, где дала четыре концерта: 24 октября — в КРК «Уралец» (Екатеринбург), 27 октября — в Ледовом Дворце (Санкт-Петербург), 28 октября — в СК «Олимпийский» (Москва), 30 октября — полуторачасовой концерт в СК «Баскет-Холл» (Краснодар).
В 2013 в Нэшвилле происходила запись нового, 19-го по счету, студийного альбома. Альбом выпущен лейблом Earmusic, продюсером стал Боб Эзрин. 20 декабря на официальном сайте группы была размещена дата выхода альбома — 30 апреля 2013 года. Позднее дата была изменена на 26 апреля. Новый альбом носит название Now What?!. 26 апреля 2013 года новый альбом был выпущен в ряде стран, включая Россию. В остальных странах альбом выпущен с 29 апреля по 22 мая. Выход альбома был приурочен к важной дате для группы — в апреле 2013 года Deep Purple отпраздновали 45-летие. В поддержку нового альбома группа устроила мировой тур.
Ещё в июне 2014 года вокалист Иэн Гиллан рассказал, что группа ведёт работу над новым студийным альбомом. По словам музыканта, группа работает в студии в Алгарви (Португалия). По предварительным данным пластинка должна была выйти до конца года, но этого не произошло. В начале 2016 года вновь появилась информация о работе группы над альбомом. Продюсированием альбома занимается Боб Эзрин, который уже работал с группой при записи «Now What?!».
В 2016 году группа начала новое мировое турне. В его рамках анонсированы концерты в Москве и Санкт-Петербурге в июне 2016 года, приуроченные к 20-летию первых гастролей группы в России.
Прощальный тур группы, который начался поздней весной 2017 года после выхода их двадцатого студийного альбома Infinite, записанного в феврале 2016 года в Нэшвилле и планируемого к выпуску ранней весной 2017 года, продлится до конца 2018 года. Предполагалось, что в этом году группа отметит свой пятидесятилетний юбилей и прекратит концертную деятельность.

### Включение вЗал славы рок-н-ролла
В октябре 2012 года Deep Purple стали номинантами на включение в Зал славы рок-н-ролла, наряду с такими группами и исполнителями как Public Enemy, Rush, N.W.A и другими. Но несмотря на высокий балл народного голосования (по результатам которого группа получила второе место), руководство Зала Славы отказалось включать группу в 2013 году. При этом, ряд музыкантов, среди которых были басист Rush Гедди Ли и один из основателей Kiss Джин Симмонс заявили, что группа безусловно должна быть включена в Зал Славы. С критикой решения руководства Зала славы рок-н-ролла выступили гитарист Слэш, Ларс Ульрих и Кирк Хэммет из группы Metallica, Крис Джерико из группы Fozzy. Стив Люкатер из Toto заявил: «Они включают Патти Смит, но не включают Deep Purple? С какой песни каждый ребёнок начинает учиться играть? [„Smoke on the Water“]… И они НЕ в зале славы?».
16 октября 2015 года группа Deep Purple вновь была номинирована на включение в 2016 году в Зал славы рок-н-ролла. В декабре 2015 года долгожданное решение было принято: объявлено, что на торжественной церемонии в апреле 2016 года Deep Purple будет торжественно включена в Зал славы, при этом в руководстве Зала славы отметили, что невключение группы было «зияющей дырой», которую было необходимо закрыть. По неизвестным причинам из списка номинантов-участников группы были исключены Ник Симпер, Джо Линн Тёрнер, Томми Болин, Стив Морс и Дон Эйри. Ричи Блэкмор и Род Эванс церемонию не посетили.
Ещё до церемонии Гиллан говорил, что не будет выступать с Блэкмором, Хьюзом, Ковердейлом или Эвансом на одной сцене, потому что эти люди «не входят в действующий состав Deep Purple». Гленн Хьюз косвенно подтвердил это в одном из интервью после церемонии.

### Infinite
7 апреля 2017 года группа выпустила двадцатый студийный альбом Infinite. В поддержку альбома был организован тур The Long Goodbye Tour. Во время анонса тура в декабре 2016 года Пейс сказал сайту Heavyworlds, что это может быть «их последний большой тур», добавив, что группа «не знает точно». Он описал тур как довольно долгий по длительности, сказав, что это очевидно — группа не может выступать, как когда им было по 21. «Но никогда не говори никогда», — добавил он. С альбома вышло три сингла: «Time for Bedlam», «All I Got Is You» и «Johnny’s Band», на которые были сняты клипы. В 2019 году второй состав группы был награждён премией Айвора Новелло.

### Whoosh!,Turning to Crime, уход Морса и=1
3 декабря 2019 года группа объявила о завершении работы над новым альбомом, который предполагалось выпустить весной 2020 года в преддверии очередного тура. В феврале 2020 года был анонсирован альбом «Whoosh!» и назначена официальная дата релиза — 12 июня. Большой европейский тур в поддержку пластинки должен был начаться в Москве 31 мая и закончиться в Амстердаме 28 октября. Впоследствии из-за пандемии коронавируса дату выхода альбома отложили на 7 августа. 20 марта музыканты представили дебютный сингл с альбома — «Throw My Bones». 1 мая появился второй сингл — «Man Alive». На обе композиции были сняты видеоклипы. 10 июля вышел третий сингл — «Nothing at All». 7 августа 2020 года состоялся релиз альбома «Whoosh!». Гастрольный тур, посвящённый презентации пластинки, начнётся с шоу в Стамбуле 30 мая 2021 года. Гиллан подтвердил в интервью 4 августа 2020 года, что он и другие участники Deep Purple не собираются в ближайшее время уходить на пенсию.
6 октября 2021 года группа объявила название своего кавер-альбома Turning to Crime. Он был выпущен 26 ноября 2021 года.
В марте 2022 года Морс объявил, что ему придётся сделать перерыв в концертном туре группы после того, как у его жены был диагностирован рак. Группа, которая недавно вернулась к концертным выступлениям, продолжит гастроли с Саймоном Макбрайдом, известным по Sweet Savage, заменяющим Морса. 23 июля 2022 года было объявлено, что перерыв в работе Стива Морса стал постоянным, и что он уходит, чтобы ухаживать за своей женой, которая борется с раком. 16 сентября того же года Макбрайд стал официальным участником группы.
В июне 2022 года Гиллан объявил, что группа планирует работать над своим двадцать третьим студийным альбомом после завершения тура Whoosh! «У Deep Purple запланирована сессия в марте 2023 года, которая, как я полагаю, позволит начать думать о нашей следующей пластинке».
Турне 2024 года под названием =1 More Time было объявлено 19 марта того же года. Jefferson Starship будут специальными гостями на концертах в Европе, а Reef — в Великобритании. Новый студийный альбом — первый с Макбрайдом — выйдет летом 2024 года. 24 апреля 2024 года стало известно, что его название =1 и он вышел 19 июля того же года. Это пятый альбом Deep Purple, спродюсированный Бобом Эзрином. Сингл «Portable Door» был выпущен 30 апреля.  Второй сингл «Pictures of You» был выпущен 5 июня 2024 года. Третий сингл «Lazy Sod» был выпущен 5 июля 2024 года.

## Состав
За более чем 50 лет истории существования группы её состав неоднократно менялся, в общей сложности в разное время в группе выступали 14 человек. Ударник Иэн Пейс является единственным музыкантом, участвовавшим во всех составах Deep Purple.
Составы Deep Purple принято нумеровать Mark X (сокращённо MkX), где X — номер состава. Существуют два разных способа нумерации — хронологический и персональный. Первый даёт на два состава больше из-за того, что в 1984 и 1992 годах группа возвращалась к составу Mark 2. Из-за этой неопределённости фанаты группы часто называют составы по имени участников, которые были заменены.
Состав Mark 2 (Гиллан, Блэкмор, Гловер, Лорд, Пейс) считается «классическим» составом Deep Purple, поскольку именно в этом составе группа приобрела всемирную известность и записала ставшие классикой хард-рока альбомы In Rock, Fireball и Machine Head. Впоследствии этот состав собирался ещё дважды и записал в общей сложности 7 студийных альбомов из 23, выпущенных группой к настоящему моменту.

### Текущий состав
- Иэн Пейс — ударные, перкуссия (1968—1976, с 1984)
- Роджер Гловер — бас-гитара, дополнительные клавишные и вокал (1969—1973, с 1984)
- Иэн Гиллан — вокал, гармоника, перкуссия (1969—1973, 1984—1989, с 1992)
- Дон Эйри — клавишные (концертный участник в 2001—2002; с 2002)
- Саймон Макбрайд — гитара, бэк-вокал (с 2022; концерты 2022)

### Бывшие участники
- Джон Лорд — клавишные, бэк-вокал, струнные аранжировки (1968—1976, 1984—2002; умер в 2012)
- Ричи Блэкмор — гитара (1968—1975, 1984—1993)
- Ник Симпер — бас-гитара, бэк-вокал (1968—1969)
- Род Эванс — ведущий вокал (1968—1969)
- Гленн Хьюз — бас-гитара, бэк и соведущий вокал (1973—1976)
- Дэвид Ковердейл — ведущий и бэк-вокал (1973—1976)
- Томми Болин — гитара, бэк-вокал и иногда ведущий вокал, бас-гитара (1975—1976; умер в 1976)
- Джо Линн Тёрнер — ведущий вокал (1989—1992)
- Стив Морс — гитара (1994—2022)

### Концертные музыканты
- Кристофер Кросс — гитара (1970)
- Джо Сатриани — гитара (1993—1994)
- Кэндис Найт — бэк-вокал (1993)[130]
- Рэнди Калифорния[англ.] — гитара (одно выступление в 1972; умер в 1997)
- Ник Фифф[англ.] — бас-гитара (одно выступление в 2011)
- Джордан Рудесс — клавишные (одно выступление в 2020)

### Хронология составов
| Состав           | Время                        | Вокал           | Гитара                         | Бас-гитара    | Клавишные | Ударные  |
| ---------------- | ---------------------------- | --------------- | ------------------------------ | ------------- | --------- | -------- |
| Mark 1           | апрель 1968 — июнь 1969      | Род Эванс       | Ричи Блэкмор                   | Ник Симпер    | Джон Лорд | Иэн Пейс |
| Mark 2           | июнь 1969 — 30 июня 1973     | Иэн Гиллан      | Ричи Блэкмор                   | Роджер Гловер | Джон Лорд | Иэн Пейс |
| Mark 3           | октябрь 1973 — 5 апреля 1975 | Дэвид Ковердейл | Ричи Блэкмор                   | Гленн Хьюз    | Джон Лорд | Иэн Пейс |
| Mark 4           | лето 1975 — март 1976        | Дэвид Ковердейл | Томми Болин                    | Гленн Хьюз    | Джон Лорд | Иэн Пейс |
| Mark 5 (2a, 2.2) | апрель 1984 — апрель 1989    | Иэн Гиллан      | Ричи Блэкмор                   | Роджер Гловер | Джон Лорд | Иэн Пейс |
| Mark 6 (5)       | осень 1989 — осень 1992      | Джо Линн Тёрнер | Ричи Блэкмор                   | Роджер Гловер | Джон Лорд | Иэн Пейс |
| Mark 7 (2b, 2.3) | осень 1992 — 17 ноября 1993  | Иэн Гиллан      | Ричи Блэкмор                   | Роджер Гловер | Джон Лорд | Иэн Пейс |
| Mark 8 (6)       | 2 декабря 1993 — июль 1994   | Иэн Гиллан      | Джо Сатриани (только концерты) | Роджер Гловер | Джон Лорд | Иэн Пейс |
| Mark 9 (7)       | ноябрь 1994 — февраль 2002   | Иэн Гиллан      | Стив Морс                      | Роджер Гловер | Джон Лорд | Иэн Пейс |
| Mark 10 (8)      | март 2002 — июль 2022        | Иэн Гиллан      | Стив Морс                      | Роджер Гловер | Дон Эйри  | Иэн Пейс |
| Mark 11 (9)      | с июля 2022                  | Иэн Гиллан      | Саймон Макбрайд                | Роджер Гловер | Дон Эйри  | Иэн Пейс |

## Взгляды
В марте 2022 года участники группы (Иэн Пейс, Роджер Гловер, Иэн Гиллан, Стив Морс и Дон Эйри) выразили поддержку Украине после вторжения российских войск на украинскую территорию. Также группа заявила о том, что возвращает автограф Дмитрия Медведева, полученный в 2011 году.

## Краткая дискография
Mark 1
- 1968 — Shades of Deep Purple
- 1968 — The Book of Taliesyn
- 1969 — Deep Purple

 Mark 2
- 1970 — Deep Purple in Rock
- 1971 — Fireball
- 1972 — Machine Head
- 1973 — Who Do We Think We Are

 Mark 3
- 1974 — Burn
- 1974 — Stormbringer

 Mark 4
- 1975 — Come Taste the Band

 Mark 5 (2.2)
- 1984 — Perfect Strangers
- 1987 — The House of Blue Light

 Mark 6 (5)
- 1990 — Slaves & Masters

 Mark 7 (2.3)
- 1993 — The Battle Rages On…

 Mark 8 (6)
- Официальных альбомов не было

 Mark 9 (7)
- 1996 — Purpendicular
- 1998 — Abandon

 Mark 10 (8)
- 2003 — Bananas
- 2005 — Rapture of the Deep
- 2013 — Now What?!
- 2017 — Infinite
- 2020 — Whoosh!
- 2021 — Turning to Crime (альбом каверов)[132]

 Mark 11 (9)
- 2024 — =1

### Англоязычные ресурсы
- Deep Purple (англ.) на сайте Encyclopaedia Metallum
- Deep Purple Appreciation Society
- www.thehighwaystar.com

### Русскоязычные ресурсы
- «Российские страницы о группе Deep Purple»
- Ричи Блэкмор: Поймавший радугу
- «Армянские пурпурные страницы эпохальной группы Deep Purple»
- Российский сайт группы Deep Purple
- Память крови. Архивировано из оригинала 28 января 2011 года.
- Дух, неподвластный времени